# Махновський рух
Махновський рух (відомий також як «махновщина», «махнівщина», або «махновці») — збройна боротьба українських повстанських анархістських формувань у 1918–1921 роках, часів Української революції під керівництвом Нестора Махна; з 1 вересня 1919 р. — Революційна повстанська армія України (РПАУ).
Загони отамана Махна вели збройну боротьбу проти австро-угорської та німецької окупаційних армій, Гетьманату та Директорії, у 1918–1921 роках — проти білогвардійців та більшовицької РСЧА.

## Історія
Район операцій загонів батька Махна простягався від Дністра до західних меж Області Війська Донського. Столицею махновщини було село Гуляйполе (нині місто, адміністративний центр Гуляйпільської міської громади в Пологівському районі Запорізької області). Своє основне завдання загони Махна та інші селянські отамани бачили в захисті інтересів дрібних землевласників під гаслами анархізму.

## Бойові дії

### Конфлікт із менонітами
На півдні України знаходилися колонії менонітів, яких запросила у XVIII ст. Катерина II. В 1918 році, під час австро-німецької окупації, вони активно співпрацювали з окупаційною адміністрацією, створювали загони самооборони (Selbstschutz) та брали участь у каральних операціях, всупереч пацифістському характеру їхньої конфесії. Це стало однією з причин насильства проти них зі сторони махновців, як знищили низку менонітських колоній. Найжорстокіший та один із найвідоміших нападів махновців був у селі Заградівка, де загинуло понад 200 людей, зокрема жінки та діти. Водночас, бідні меноніти часто долучалися до махновського руху й навіть брали участь у нападах на своїх багатих односельців.

### Друга війна між РПАУ і більшовиками
27 вересня 1919 року махновцями розбито біля с. Перегонівка Уманського повіту Київської губернії білогвардійські 1-й Сімферопольський, 2-го Феодосійський, Керч-Єнікальський, 51-го Литовський полки та інші частини. Повстанська армія прорвалася у тили Денікіна.
28 вересня — 14 жовтня провадився рейд махновської армії з Київщини на Катеринославщину по тилах денікінців, у ході якого повстанцями були взяті міста Єлисаветград 2 жовтня, Олександрівськ 5 жовтня, Гуляйполе 7 жовтня, Бердянськ 8 жовтня, Маріуполь 14 жовтня, і практично зруйновано тили денікінської армії.
5 січня 1920 в Олександрівськ (Запоріжжя) вступили загони отамана Нестора Махна та одночасно частини Червоної армії. Вже 6 лютого командувач Південно-західним фронтом О. І. Єгоров видав наказ про знищення загонів отамана Махна в районі Гуляйполя.
27 вересня 1920 з Біловодська штаб отамана Махна по телеграфу запропонував уряду УСРР почати переговори про перемир'я та спільні дії проти білогвардійців. По прийнятті пропозиції повстанська армія Махна припинила збройні дії проти радянської влади. 29 вересня війська отамана зайняли Старобільськ. Махно підписав звернення до всіх повстанських махновських загонів, в якому поінформував про досягнуте перемир'я з радянською владою і наказував припинити ворожі дії проти Червоної армії і радянських установ.
Армія Махна відіграла певну роль у захопленні Криму більшовиками. Впродовж усього вересня тривали переговори між махновцями та більшовиками. Під час цих переговорів більшовики вели діяльну агітацію серед махновців для того, щоб залучити їх до активного виступу проти Врангеля. Більшовицькі агітатори мусували факт смертного вироку отаману Володіну, винесеного свого часу білими. Згодом довготривалі переговори завершились підписанням угоди. 2 жовтня 1920 у Старобільську Нестор Махно від імені голови ради Революційної-повстанської армії України (махновців) підписав з урядом Радянської України угоду про союз та співробітництво[джерело?]. З 12 жовтня махновська армія брала участь у бойових діях проти Врангеля. 18 жовтня в Харкові відбулося підписання угоди між урядом радянської України та повстанською армією Махна[джерело?]. 23 жовтня загони Махна вибили сили Врангеля з Олександрівська. 27 жовтня загони вступили до Гуляйполя, 28 жовтня — до міста Великий Токмак.
У ніч на 8 листопада махновці у складі 6-ї армії форсували Сиваш. Ця подія призвела до виходу військ Південного фронту в тил перекопським укріпленням і сприяла успіху всієї Кримської операції. 15 листопада махновські війська разом з більшовиками зайняли Євпаторію.
А вже 25 листопада 1920 року центральне управління надзвичайних комісій України направило всім губчека телеграму з вимогою арешту махновців. 26 листопада видано наказ арміям Південного фронту від командувача збройними силами України і Криму Фрунзе — вважати Махна і махновців «ворогами радянської республіки і революції»; війська Червоної армії отримали завдання обеззброїти махновські загони та очистити УСРР від «залишків бандитських зграй». 5 грудня надійшла директива арміям Південного фронту ліквідувати «махновщину» в найкоротший термін. 6 грудня поступив наказ командувача арміями Південного фронту про визнання Реввійськрадою Республіки «ліквідацію махновщини і бандитизму задачею державної ваги».

## Організація та озброєння

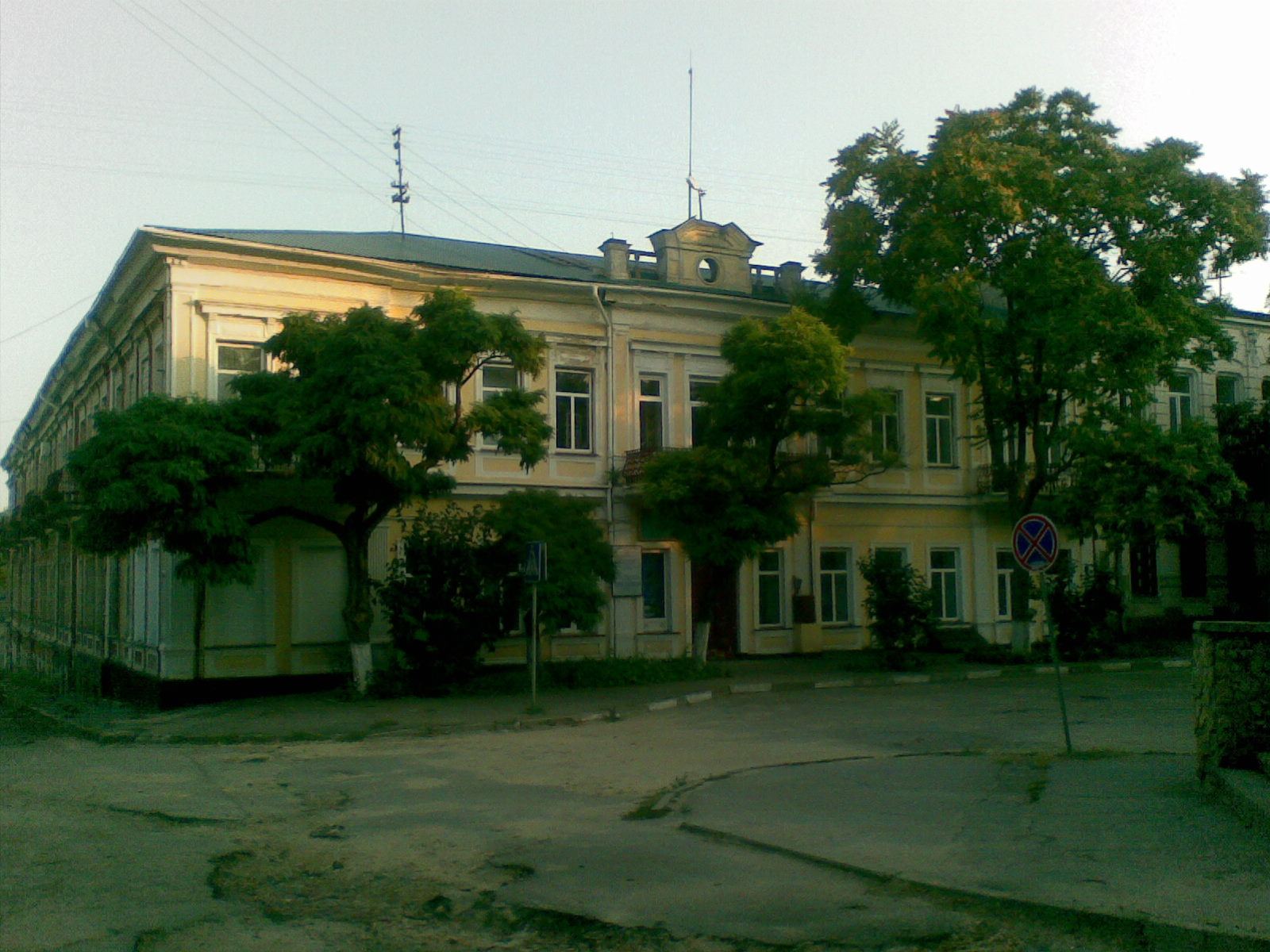
Петроградський готель у Херсоні. Штаб махновців у 1918 році.

- 1917. У ході боротьби із корніловщиною, санкціонованою О. Керенським, Нестор Махно створив у Гуляйполі Комітет захисту революції, організувавши з членів анархістської організації бойову дружину — «Чорна гвардія»[3].

- Липень 1918. З дружини Махно формує бойовий загін та починає повстання проти австро-німецької окупації і уряду гетьмана П. Скоропадського. Партизанський загін діяв як мобільна ударна група.

- Грудень 1918. Махно вступає в перемовини з представниками Директорії. Комісар головного штабу С.Петлюри у Катеринославі отаман Горобець передає вагон патронів, піввагона гвинтівок, бомби і вибухівку. Але Махно виступає проти Директорії разом з Червоною Армією.

- Січень 1919. Переформування загонів Махно у п'ять полків загальною чисельністю 6200 чоловік. При чому половина із них була озброєна лише обрізами і мисливськими рушницями, саморобними піками, вилами і ключками.

- 15 лютого 1919 формування Н.Махно були включені до складу 1-ї бригади 3-ї дивізії РСЧА під командуванням П.Дибенка[4].

- 7 травня 1919 р. Махно доповідав до штабу 2-ї Української армії про створення дивізії: "Перша Повстанська Задніпровська дивізія складається з таких частин: Начдив — Батько Махно, начальник оперативно-польового штабу Родіонов, начальник штабу Бондарєв. 1-а бригада: комбриг Куриленко, має 3 полки (1-й Повстанський полк, 2-й Маріупольський, 8-й Задніпровський) — чисельністю: 7300 багнетів, 300 кавалерії, 250 кулеметної команди). 2-а бригада: комбриг Белаш, начштабу Давидов, має 3 полки піхоти, 2 кавалерії (5-й Ігнатівський повстанський полк, 4-й Кременчуцький, 6-й Донський, 1-й Кавалерійський радянський, 1-й Кавалерійський повстанський) загалом 10 тис., 2 тис. кавалерії, 3-я бригада: комбриг Антощенко, начштабу Шевлюк, складається з трьох полків і одного батальйону (1-й Великомихайлівський, 3-й Григор'євський Криворізький, 7-й Задніпровський піхотний, Ударний Берестовський батальйон) 3 тис. багнетів, артдивізіон з 7 гармат. Примітка: дивізія має таку ж чисельність резерву, але не має зброї для кавалерії. Третя частина тільки має шаблі. Половина вказаних багнетів має різні системи гвинтівки Манліхер, Маузер і італійські, зі всіх гвинтівок четверта частина старого зразка системи «Гра».

- 15 травня 1919 на зборах польових командирів Махно затвердив рішення про розгортання Першої Української Повстанської дивізії імені Батька Махно.

- 25 травня 1919 Рада оборони України за командою Леніна і Троцького ухвалила рішення «Ліквідувати махновщину у стислі терміни».

- 11 червня 1919. Станом на цю дату 1-а Повстанська дивізія імені Махна складалося з шести «іменних» полків і резервних груп.

- Кінець червня 1919. Махно об'єднав свої частини з загонами отамана Григор'єва.

- Кінець липня 1919. Спільна чисельність махновських і григор'євських загонів складала 5-6 тис. чол. при 5 гарматах.

- 27 липня 1919. В с. Сентово Махно ліквідував Григор'єва[5].

- 5 серпня 1919. Махно видав наказ по «Повстанській армії України» в якому проголошував її створення і наказував вступати до неї всім охочим.

- 24 серпня 1919. З району Нового Бугу на з'єднання з Махном рушили його колишні полки під командуванням А. Калашникова. Таким чином, до складу Повстанської армії ввійшли частини трьох бригад Червоної Армії: 11 полків (1-й, 2-й, 3-й і 4-й Новоспаський, 5-й і 6-й Задніпровський, 4-й Радянський, 1-й Олександрівський і зведений полк Судженко, два артилерійських дивізіони і інтернаціональний батальйон Еймана. З огляду на штатну структуру Червоної Армії, ймовірна чисельність військ, що приєдналися до Махно, становила 15-20 тис. бійців.

- 31 серпня 1919. Всі частини переформовувалися у «Революційну повстанську армію України (махновців)». Особлива увага зверталася на зменшення обозу, збільшення кінноти, підвищення маневровості частин і підрозділів.

- 1 грудня 1919. РПАУ(м) складалася з чотирьох корпусів. 1-й Донецький мав 15500 багнетів, 3650 шабель, 16 гармат і 144 кулемети; 2-й Азовський — 21 тис. багнетів, 385 шабель, 16 гармат і 176 кулеметів; 3-й Катеринославський — 29 тис. багнетів, 5100 шабель, 34 гармат і 266 кулеметів; 4-й Кримський — 17500 багнетів, 7500 шабель, 18 гармат і 154 кулемети. У резерві штабу армії перебували: кулеметний полк (700 кулеметів на тачанках), бригада кавалерії (3 тис. шабель), обозні війська, трудові полки, комендантські роти й ескадрони загальною чисельністю 20 тис. чоловік. Усього армія мала 103 тис. багнетів, 20 тис. шабель, 1435 кулеметів, 84 гармати. Махновські формування складалися з піхотних і кінних полків, більшість з частин були сформовані відповідно до червоноармійських штатів і реорганізації не піддавалися. Нові полки створювалися за їхнім зразком. Основним родом військ у Махна лишалася піхота. Піхота здебільшого була посаджена на тачанки, що у рейдах по денікінських тилах довели свою незамінність. Брички і підводи, запряжені 3-4 конями, стали засобом пересування піхоти, лазаретів, постачання і робили повстанців надзвичайно мобільними. Вишикувавши в один або два ряди, тачанки з піхотою рухалися швидкою риссю разом з кіннотою, здійснюючи добові переходи в 60-70, а іноді й у 90 — 100 верст. Третім родом військ Махна була артилерія. Під командуванням колишнього капітана Морозова були створені батареї і напівбатареї двох і чотирьохгарматного складу, що за рішенням штабу армії надавалися корпусам і частинам. Махновці використовували тільки польову і гірську артилерію з установками двох типів — 76 мм скорострільною гарматою і 152 мм мортирою[6].

- Лютий 1920. Повстанська армія Махно перестала існувати.

- Травень 1920. Відчуваючи загрозу з боку генерала Врангеля Махно починає відроджувати повстанську армію. Його сили росли в основному за рахунок переходу на його бік червоноармійців.

- 8 липня 1920. Армія Махно налічувала 2 тис. шабель, 8 тис. багнетів, 300 кулеметів і 12 гармат.

- Вересень 1920. Початок переговорів щодо спільних дій Червоної Армії та Махно проти Врангеля в Криму.

- Листопад 1920. Почалися широкомасштабні бойові дії частин Червоної армії проти загонів Махна.

- 1921. Махно приймає рішення тікати за кордон. Червона армія премагає РПАУ.

## Склад
З 4 січня 1919
- 1-й Повстанський полк імені Батьки Махно
- 2-й Повстанський полк імені Батьки Махно
- 3-й Повстанський полк імені Батьки Махно
- 4-й Повстанський полк імені Батьки Махно
- 5-й Повстанський полк імені Батьки Махно

З 19 лютого 1919 року в складі Задніпровської української радянської дивізії, як 3-тя Задніпровська бригада.
З 1 вересня 1919 по 11 січня 1920:
- 1-й Донецький корпус (РПАУ)
- 2-й Азовський корпус (РПАУ)
- 3-й Катеринославський корпус (РПАУ)
- 4-й Кримський корпус (РПАУ)
- Полтавський корпус (РПАУ)
- Чернігівський корпус (РПАУ)
- Херсонський корпус (РПАУ)
- Київський корпус (РПАУ)
- Средньодніпровська група (РПАУ)

## Тактика

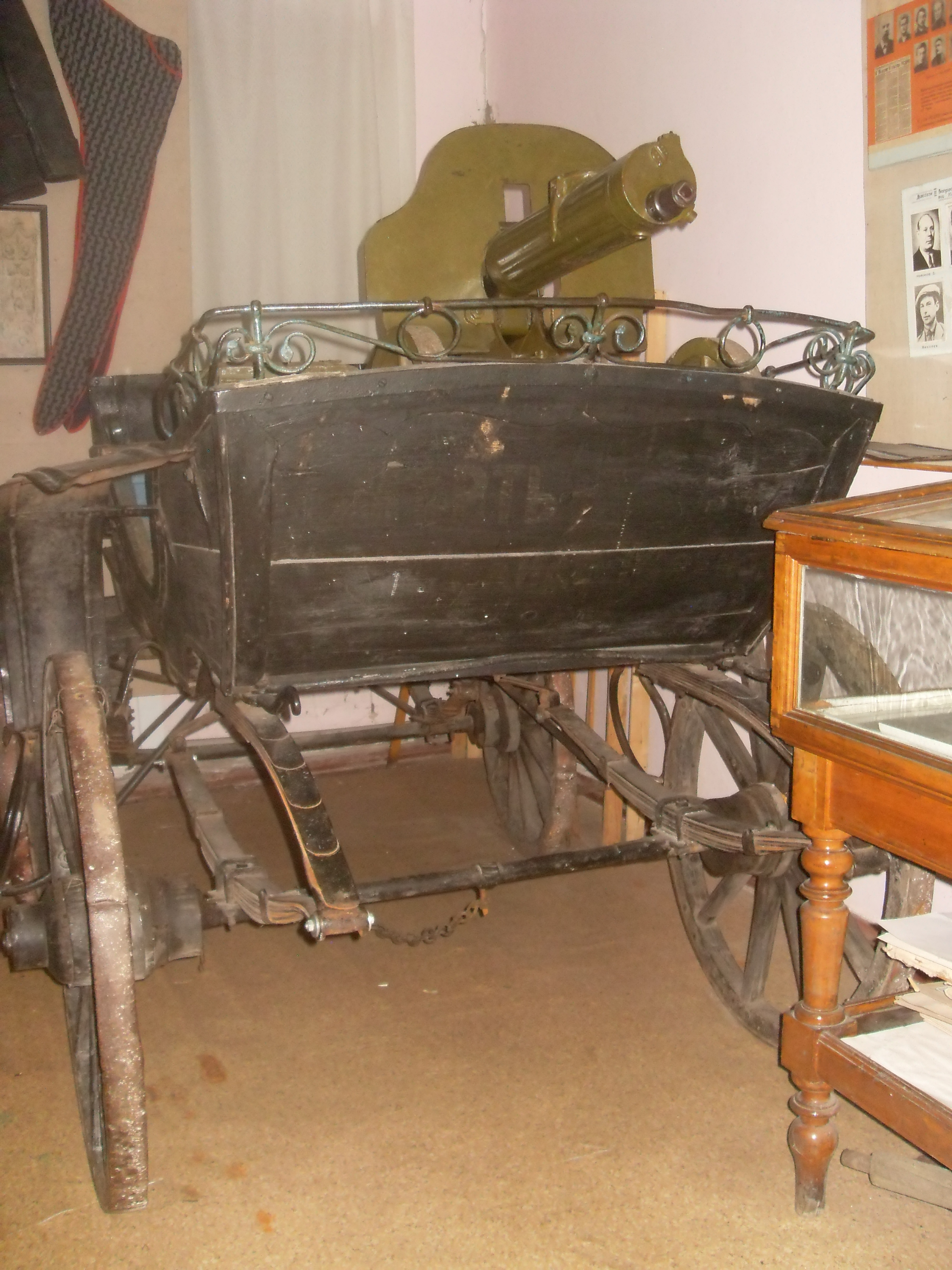
Махновська тачанка в Покровському музеї

В українському степу сходяться дві кавалерійські лави по кілька тисяч вершників з кожного боку. Раптово махновська кіннота розділяється надвоє і півколами зміщується на фланги, а посередині 700 тачанок Каретникова, які, розвернувшись на шаленій швидкості, завмирають, як вкопані.  700 кулеметів «Максим» за хвилину видають 42 тисячі куль і невдовзі ворожа кавалерія, яка вже не може зупинитись, перетворюється на криваве місиво. Задніх потім добиває повстанська кіннота, яка завбачливо обійшла ворога з флангів[джерело?].
З ворожою піхотою чинили інакше. Примусово зігнані в білу чи червону армію солдати зненацька захоплені повстанцями, кидали зброю і видавали своїх командирів та комісарів. Останніх повстанці безжально рубали, зброю відбирали, а решту полонених відпускали на всі чотири сторони. [джерело?].
Тактику повстанців Махна вивчав Тарас Бульба-Боровець та впровадив її у Українській народно-революційній армії.

## Соратники Нестора Махна
- Марков Іван — повстанський отаман.
- Задов Левко Миколайович — начальник контррозвідки армії батька Махна.
- Щусь Федосій Юстинович — командир «Чорної гвардії», в махновському русі член штабу 3-ї Задніпровської бригади ім. батька Махна, начальник кавалерії, командир кавалерійської бригади 3-го корпусу, член штабу Повстанської Армії, начштабу 2-ї групи.
- Білаш Віктор Федорович — новоспасівський отаман, начальник штабу армії Махна.
- Ведренко Георгій Самійлович — писар штабу.

## Боротьба з рухом в кінці визвольних змагань
В Павлоградському повіті Катеринославської губернії влітку 1922 р. були організовані махновські підпільні осередки, в листопаді під час з'їзду махновців в Харківській губернії ватажків було заарештовано.

## Махновщина в українській та світовій культурі

Псевдомахновський прапор, відношення якого до махновського руху заперечував сам Н. І. Махно

Махно та махновщина є одним з символів світового анархістського руху.
Також написано багато пісень, які оспівують Батька та махновський рух.
- Російський художній фільм «Дев'ять життів Нестора Махна»
- Французька пісня про Махновщину [Архівовано 1 листопада 2014 у Wayback Machine.]
- Махновщина — іспанська пісня [Архівовано 6 листопада 2014 у Wayback Machine.]
- Польська пісня «Machnowszczina»
- Makhnos Philosophers — вірш Джона Маніфолда[en]